# Amo (Indiana)
Amo è una città degli Stati Uniti d'America, nella Contea di Hendricks, nello Stato dell'Indiana.
La popolazione era di 414 abitanti nel censimento del 2000.